# Nephele infernalis
Nephele infernalis är en fjärilsart som beskrevs av Kirby 1877. Nephele infernalis ingår i släktet Nephele och familjen svärmare. Inga underarter finns listade i Catalogue of Life.